# Opel Calibra
Opel Calibra var en sportbil från Opel som tillverkades mellan 1989 och 1997.
Opel Calibra introducerades 1989, som en efterföljare till Opel Manta, en framhjulsdriven kupé baserad på Opel Vectra A.
Calibra är designad av Erhard Schnell som arbetat för Opel sedan början av 1950-talet och också ritade den legendariska Opel GT. Calibran var den mest aerodynamiska massproducerade bilen, med ett Cd-värde på 0,26, i över tio år.
Tillverkningen skedde vid Opels huvudfabrik i Rüsselsheim, Tyskland och Valmets fabrik i Nystad, Finland.
Modellen såldes i Storbritannien som Vauxhall Calibra och i Australien som Holden Calibra.

## Motorer
- 2.0 L 8v SOHC R4 - 115 HK (85 kW) (alla år) (C20NE)
- 2.0 L 16v DOHC R4 - 150 HK (110 kW) (1990-1995) (C20XE)
- 2.0 L 16v DOHC 'Ecotec' R4 - 136 HK (100 kW) (1995-1997) (X20XEV)
- 2.0 L 16v DOHC turboladdad R4 - 204 HK (150 kW) (1992-1997) (C20LET)
- 2.5 L 24v DOHC 'Ecotec' V6 - 170 HK (125 kW) (1994-1997) (C25XE) '94-'96; (X25XE) '97

## Historik

### 1990
Opel Calibra introducerades den sista helgen i september 1990 för den svenska allmänheten. Den hade presenterades i mitten av september 1989, men försäljningsstarten dröjde planenligt till i juni året därpå. Det innebär att första årsmodellen i praktiken är att betrakta som 1991. Bilen var fyrsitsig med skapligt utrymme i baksätet och väl tilltaget bagage. Cw-värdet var lågt, bara 0,26, vilket var världsrekord för serietillverkade bilar. Opel hade siktat på att sälja runt 1 000 bilar under 1991, men Calibran visade sig svårsåld i Sverige. Speciellt den svagare åttaventilsmodellen sålde dåligt, och 160 sådana skickades tillbaka till Tyskland (där den var populär) i början av 1991.
Den goda aerodynamiken betyder att karossen är mjukt formad och tydligt kilformig.  Karossen uppskattades av de allra flesta och redan framåt jul 1989 hade Calibra vunnit designpris, det vill säga långt innan serietillverkningen började. Calibra var baserad på Vectras bottenplatta. Längden är 449 cm, bredden 168 cm, höjden 129 cm och tjänstevikten ligger runt 1 250 kg. Calibra var utrustad med låsningsfria bromsar med skivor både fram (ventilerade) och bak som standard. Servostyrning, lättmetallfälgar, femväxlad, tätstegad "sportlåda", elstyrda och elvärmda ytterbackspeglar, radio/kassettdäck med sex högtalare och takantenn med elektronisk signalförstärkare, tonade värmeskyddsglas och delbart/fällbart baksätesryggstöd var också standard. Även elmanövrerad sollucka var standard på bilar sålda i Sverige.

### 1991
Två motoralternativ fanns, båda fyrcylindriga tvålitersmaskiner med överliggande kamaxel (dubbla i 16V). Calibra 2.0i på 115 hk (två ventiler per cylinder) och Calibra 16V på 150 hk och med fyrventilsteknik. Till den mindre motorn kunde köparen få en elektroniskt styrd fyrstegsautomat med programmen Ekonomi, Sport och Vinter. Opel Calibra är precis som Vectra framhjulsdriven, och liksom för Vectra kom snart en version med permanent fyrhjulsdrift. Systemet har en kornpakt extra enhet, som innefattar hypoid- och planetväxlar, en viskokoppling och en elektroniskt styrd flerskivig koppling som överför drivningen från den normala frontmonterade växellådan till den separata bakaxeln. Detta arrangemang varierar automatiskt vridmomentet mellan fram- och bakhjulen efter bästa väggreppet. Systemet kopplar också ur drivningen på bakhjulen vid inbromsning och förbättrar därmed stabiliteten. Framhjulsupphängningen är separat med MacPherson fjäderben och krängningshämmare. Den separata bakre hjulupphängningen har dubbelkoniska miniblock skruvfjädrar och snett bakåtriktade länkarmar. 
Den rikliga utrustningen medförde att Calibran inte var billig. 2,0l kostade vid den svenska introduktionen den 20 september 1990 prick 170 000 kronor. 16-ventilaren gick på 186 300 kronor och den fyrhjulsdrivna betingade 207 300 kronor. Calibras närmaste konkurrenter var VW Corrado och Toyota Celica.

### 1992
Inga större förändringar gjordes detta modellår. 16V-versionen har sämre Cw-värde än 8-ventilaren. Det beror på att den starkare motorn kräver mer kylluft och att däcken är bredare. Liksom tidigare är 16V bättre utrustad än 115-hästarsversionen. Sålunda har Calibra 16V gastrycksstötdämpare, dubbla utblås (som är fyrkantiga), fyrekrad läderklädd sportratt plus läderklädd växelspaksknopp och manschett i samma mjuka material. Nybilspriserna var Calibra 8V 174 800 kr, 16V 191 400 kr och 4WD 212 800 kr.

### 1993
Inte heller nu gjordes det några större ändringar på Calibra, men det kom en ny modell, Calibra Turbo, som på papperet skulle ge högre prestanda utan högre bränsleförbrukning. Den 16-ventilade turbomotorn gav 204 hk vid 5 600 rpm. Maximala vridmomentet 280 Nm kom redan vid 2 400 rpm, för att sedan behållas konstant ända till 4 200 rpm. Turbomotorn gav 42 % högre vridmoment och 36 % högre effekt än sugmotorn och ändå drog den bara 0,02 liter mer än normalmotorn per mil, mätt enligt "Euromix". Snittförbrukningen var så låg som 0,89 liter per mil. Detta var Opels första turboladdade bensinmotor, och den kom också i Vectra. 0–100 km/h gick på 6,8 sekunder, och från 80 till 120 km/h tog det bara åtta sekunder på femman. Toppfarten låg på 245 km/h. Calibra Turbo levererades med 6-växlad Getraglåda och var den dittills snabbaste seriebyggda Opeln. Turbomotorn kombinerades med fyrhjulsdrivning. priset var 249 500 kronor. Calibra 8V kostade 180 700 kronor och 16V kostade 197 900 kronor.

### 1994
Tillverkningsprogrammet såg ut som året innan, men till Sverige kom nu bara Calibra V6. Denna motor var för övrigt Opels första V6-försök, och det slog väl ut. En likadan motor satt i konglomeratkamraten Saab 900 V6. Den nya ECOTEC-maskinen på 2,5 liter gav 170 hk. 0-100-tiden blev därefter, bara 7,8 sekunder. Calibra var lika välutrustad som tidigare, vilket bland annat innebar att bilen hade antispinnsystemet ETC. Årets enda svensksålda Calibra-modell var utrustad med V6-motorn, men inte fyrhjulsdrift. Detta är förklaringen till att priset nu sjunkit till 237 500 kronor.

### 1995
Det svenska Calibraprogrammet dubblerades och omfattade detta år två modeller. För första gången har man gjort ett antal synliga förändringar. Fronten är nu litet annorlunda och interiören är uppfräschad. Tydligaste ändringen är att de runda instrumenten nu fått vita tavlor med mörka markeringar. Skillnaderna mellan 16V, förutom motorn, är att den mindre modellen nu saknar elfönsterhissar, det elmanövrerade soltaket och antispinnsystemet. Likväl låg priset på 217 900 kronor. V6-modellen på 170 hk kostade 237 500 kronor.

### 1996
Årets ändringar var praktiskt taget omöjliga att upptäcka för andra än konstruktörerna själva. 16V kostade nu 224 500 kr och V6 gick på 251 200 kronor. Tillägget för automat var 10 200 kronor. Elhissar och elsollucka fanns bara på V6, annars var utrustningen frikostig också på 16V. Det gjordes flera stycken specialmodeller, så kallade Sonder-modelle, som till exempel Color selection (i flera versioner), DTM-Edition och Edition Keke Rosberg. 1996 kom ytterligare en specialmodell. Den kallades Iceland Edition och såldes bara i kylskåpsvitt. Aluminiumfälgar och rutig klädsel var standard. Nytt 1996 var också ett fabriksmonterat ljudsystem från Bose, det första som funnits på en europeisk volymbil och hämtat från Opels dåvarande toppmodell Omega MV6, som fick det 1994.

### 1997
Sista årsmodellen och inga påtagliga ändringar. Samma versioner som tidigare, men till Sverige kom bara modellen med V6-motor på 2,5 liter och 170 hk. I augusti 1997 meddelades att produktionen avslutats. En sorts testamente i form av en mapp med fina färgbilder distribuerades i begränsad upplaga och gjorde samtidigt reklam för efterföljaren, den lilla Opel Tigra. Exakt 566 Opel Calibra såldes nya i Sverige, varav 238 stycken bara under hösten 1990.